# Iglesia de San Pedro (Madrona)

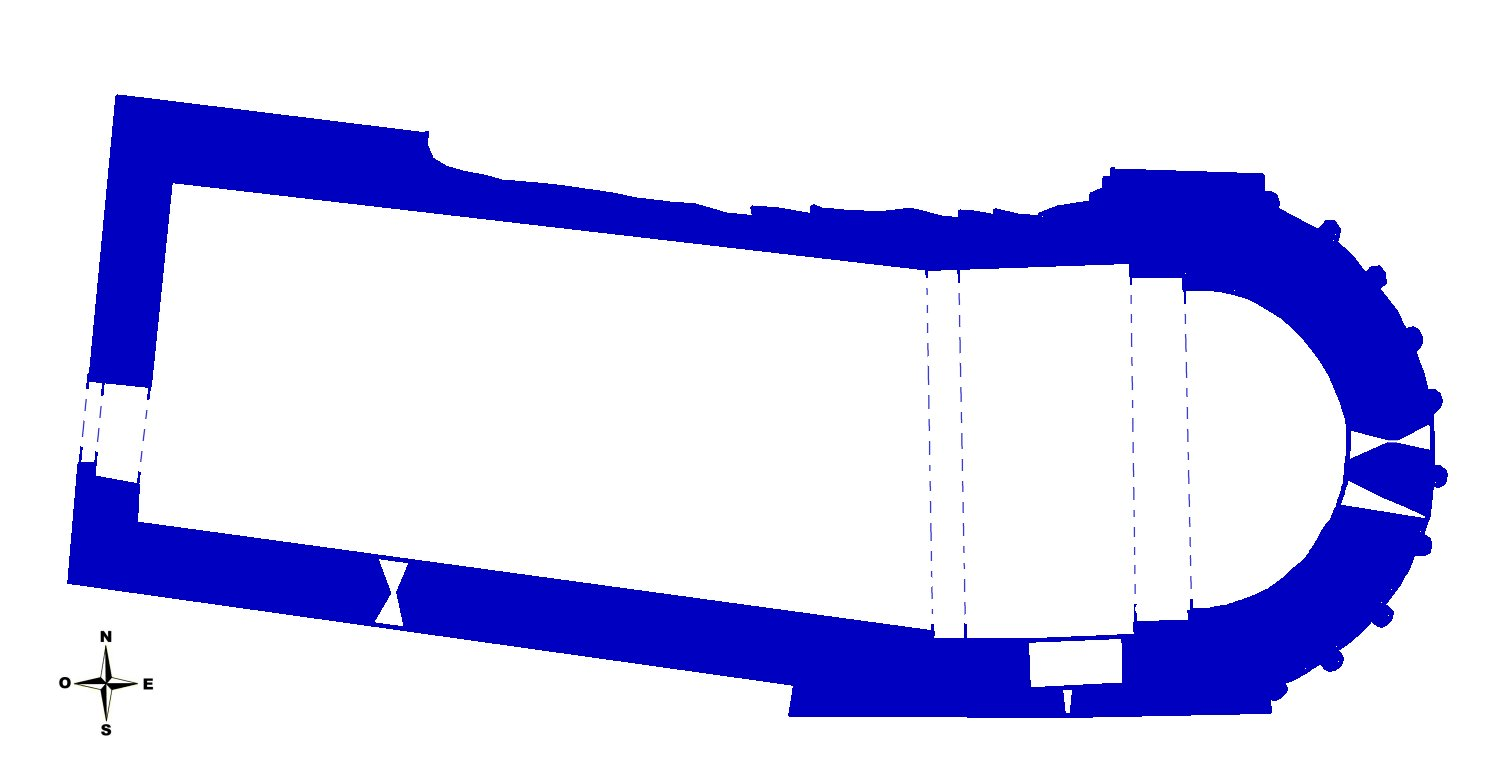
Planta de la iglesia

San Pedro de Madrona es una iglesia románica situada en el término de Madrona, en el sector noroeste del municipio de Pinell de la comarca del Solsonés (Lérida). Está edificada al lado del Castillo de Madrona.
El 22 de abril de 1949 fue declarada, conjuntamente con el castillo, Monumento Histórico-Artístico.

## Situación
El conjunto formado por los restos del castillo y la iglesia románica de Madrona se levanta encima de una roca que cae con fuerte pendiente hacia el fondo de los dos valles que confluyen hacia poniente salvo por un istmo situado a levante que se abre a una planicie donde se levantó la nueva iglesia.
A levante y debajo del castillo, que es la cima de la roca, y aprovechando el terreno como se pudo, se levantó una de las iglesias románicas más notables del Solsonés, encarando el ábside hacia el este, no sólo como norma de la época sino también por razones de estrategia defensiva.
No fue posible, sin embargo, seguir todo el templo en la misma dirección. A pesar de que se cortó la roca de la parte norte y se levantó el muro septentrional de la iglesia encima de ella, la nave tuvo que tomar una marcada dirección hacia el oeste-noroeste condicionada por el balcón rocoso de la ladera sur. Sin embargo, hubo que construir en este lado un muro de contención en fuerte inclinación.
La diferencia de orientación entre el ábside y la nave, pues, no obedece a motivos religiosos sino a razones puramente funcionales.

## Arquitectura

### La nave

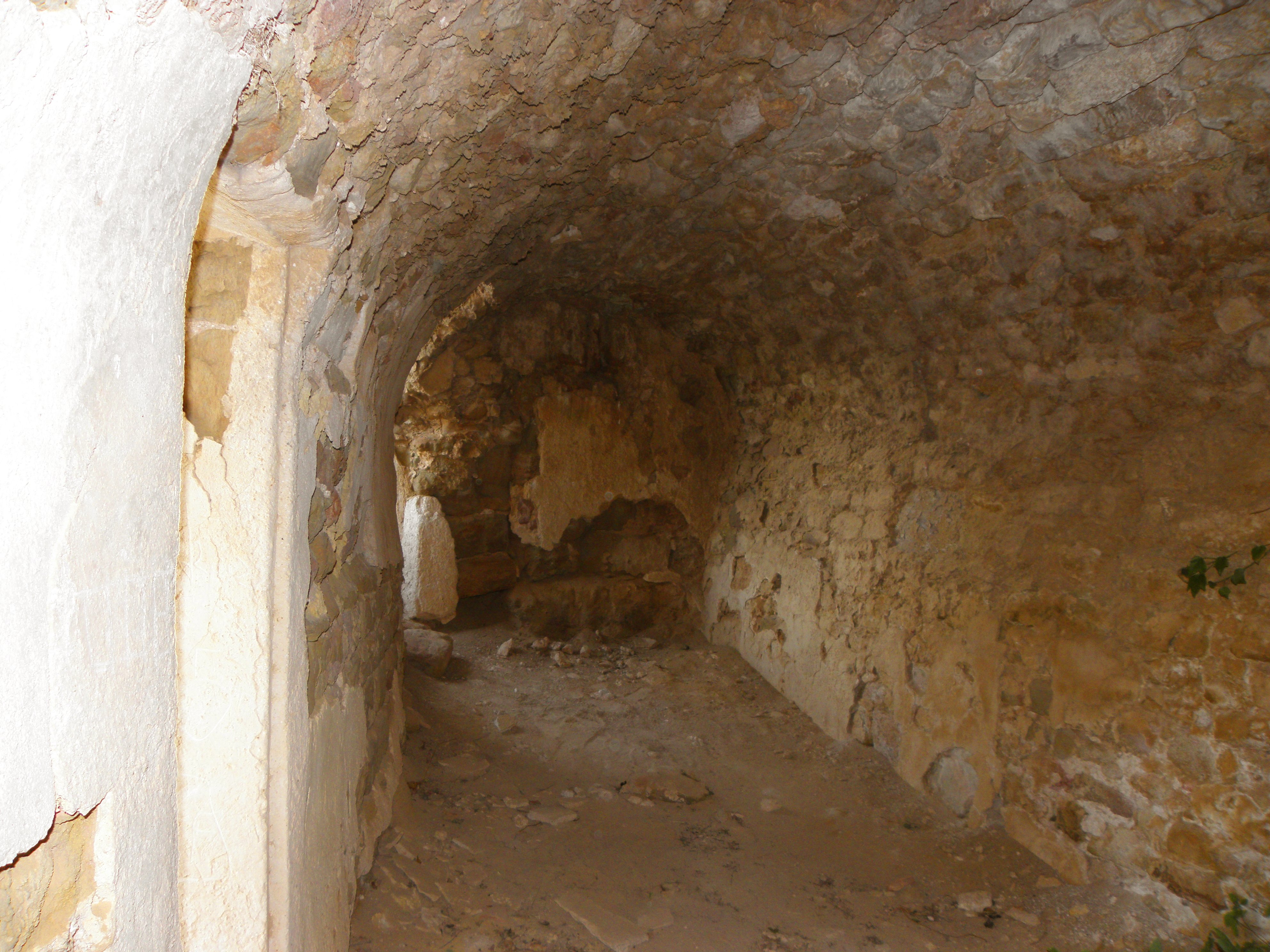
Una de las estancias del muro norte

Una sola nave de 20, 50 x 2,40 m. construida con sillares dispuestos en hileras y cubierta con bóveda de cañón con arco pre absidal y arco toral a la altura donde la nave modifica su dirección. Ambos arcos, de medio punto.
El cambio de dirección, además del mencionado arco toral, está reforzado por un engrosamiento del muro del lado sur. En esta pared había dos ventanas. La que todavía se conserva se encuentra centrada entre el arco pre absidal y el arco toral a la altura de la entrada de la cripta. Es de un solo derrame, de sección rectangular y el suelo formando doble vertiente (espalda de asno). La segunda, de doble derrame, se abría entre el frontis y el arco toral, un poco más cercana al primero y de considerable más altura que el anterior. Con el hundimiento de la pared sur, esta segunda ventana se ha perdido.
La parte baja del muro del lado norte está formada por la roca, así como la parte adyacente del frontis. Sobre esta parte rocosa del muro se abren tres puertas, las dos más cercanas al frontis dan acceso a una habitación rectangular cubierta con bóveda de cañón que tiene una ventana de un solo derrame que se abre en el muro de la fachada norte.
De la parte superior de esta fachada norte arranca un campanario de espadaña de considerables dimensiones con dos ojos de arco de medio punto adintelados y sin campanas.

### Parte frontal

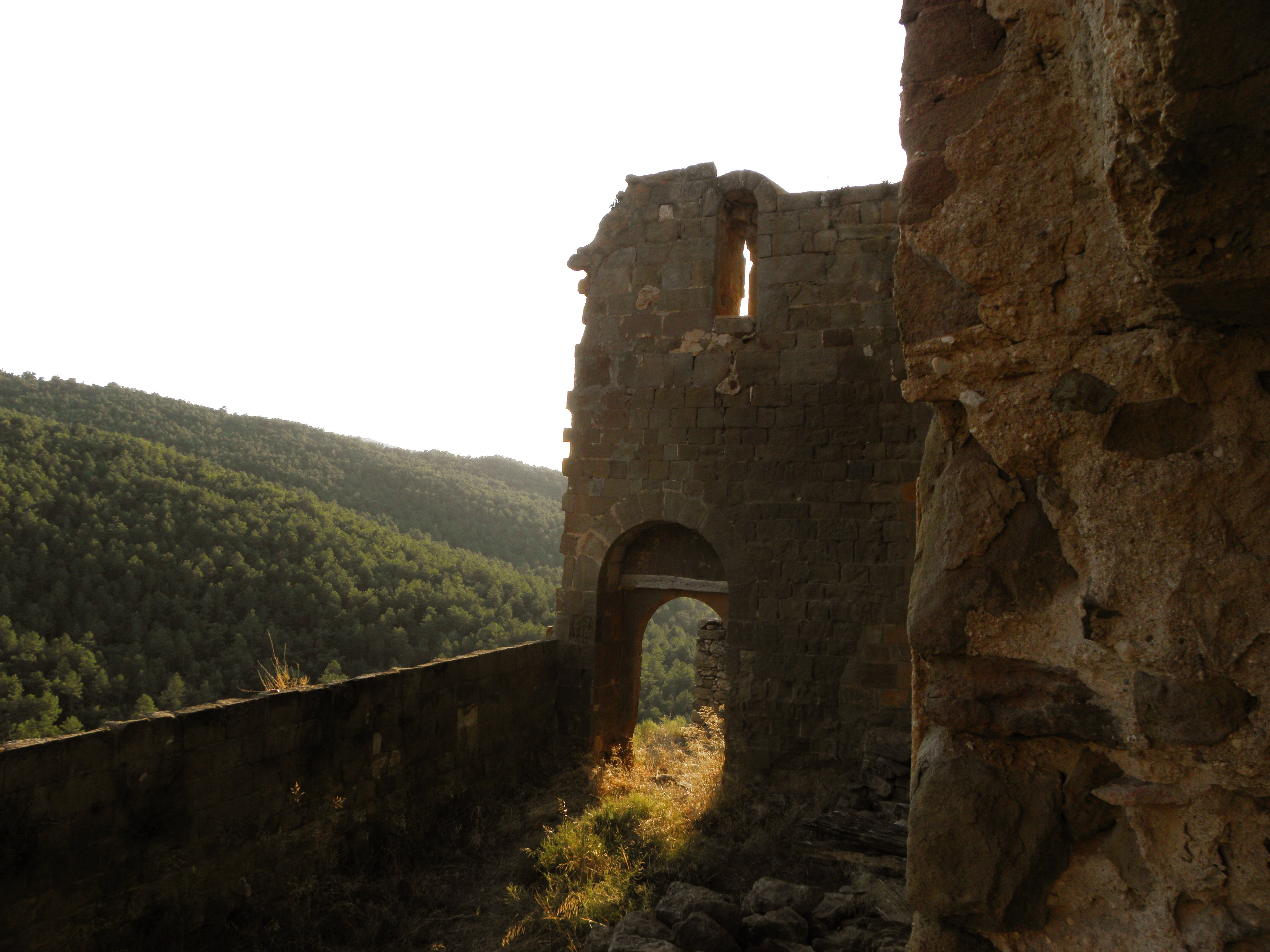
Interior del frontis

La puerta de acceso a la iglesia se abre al frontis pero está descentrada hacia el lado sur a causa de una voluminosa punta de roca que sobresale en el lado exterior, escondiéndose en parte.
Dicha portada es de arco de medio punto adintelado y más bajo en el exterior que en el interior, que también es de medio punto adintelado e independiente del arco exterior debido a su mayor altura.
Encima de la puerta pero desplazada hacia la izquierda respecto a la vertical de la misma, hay una ventana geminada en el exterior y de arco de medio punto adintelado en el interior. La columna que la dividía no tiene base y es de forma de prisma cuadrangular con los ingletes biselados. El capitel es trapezoidal con la cara frontal está labrada con dos formas redondeadas en degradación. Sobre este capitel, la ventana se cierra mediante dos arcos de medio punto monolíticos.

### Ábside

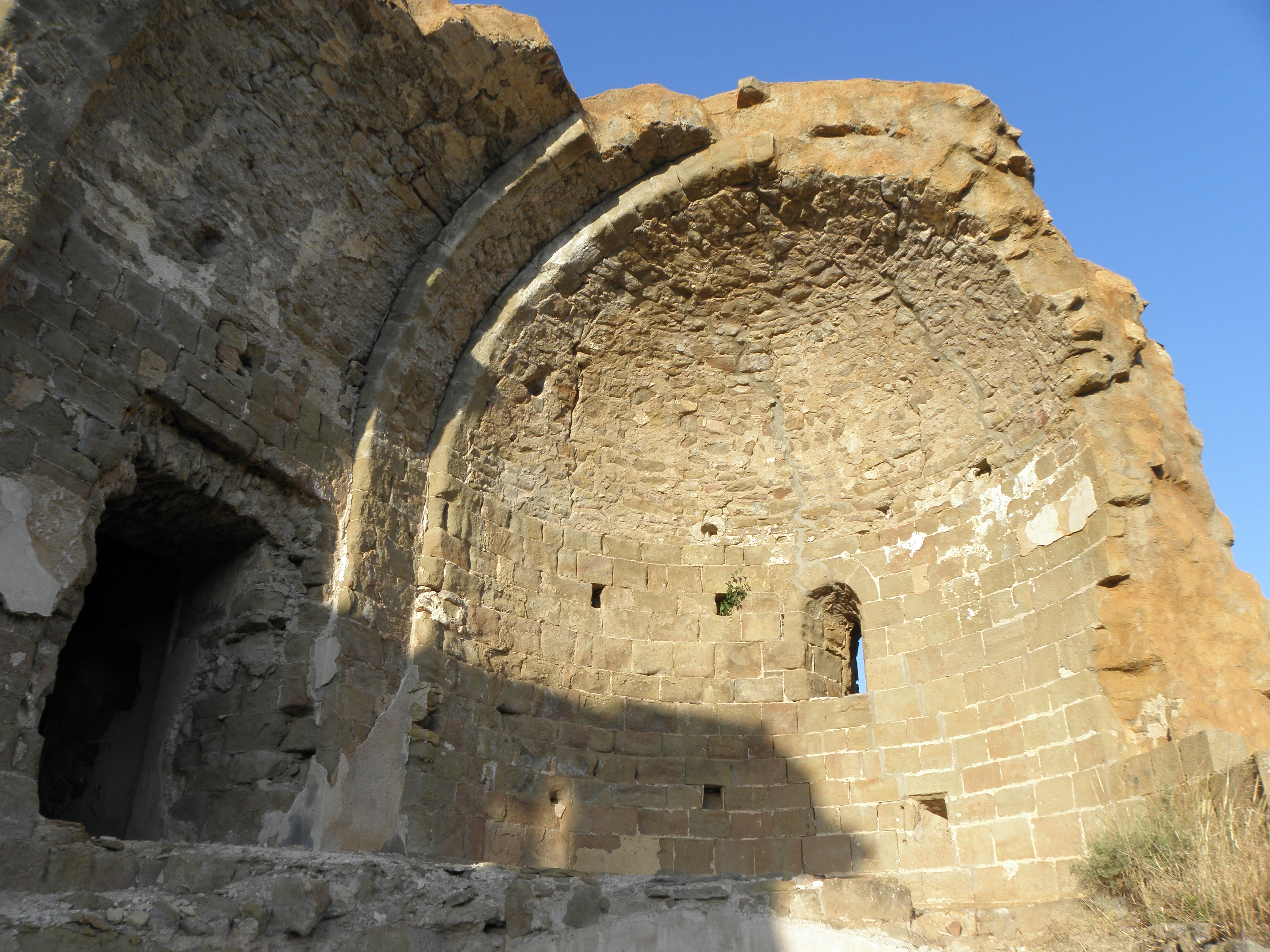
Interior del ábside

El ábside, redondo, se asienta sobre un podio de 3,20 m de altura hecho con sillares en hiladas y que en la parte que no hay roca (lado sur), está reforzado por cuatro pequeños podios construidos en piedras rústicas formando escala de 5, 40, 25 y 25 cm.
La decoración exterior consiste en 8 columnas ligeramente embebidas 1 y media de columna en los puntos de unión con la nave realizadas con módulos de diferente altura sin seguir las hileras de sillares de la nave. En la parte superior, entre columnas, hay dos arcos ciegos sobre los que se encuentra una cornisa formada por dos sectores.
En el interior, el presbiterio está a un nivel bastante superior que el suelo del resto de la nave pues 
debajo hay la cripta. Se accedía por dos escaleras laterales hoy desaparecidas.
El ábside tiene una ventana de arco de medio punto adintelado.

### Cripta

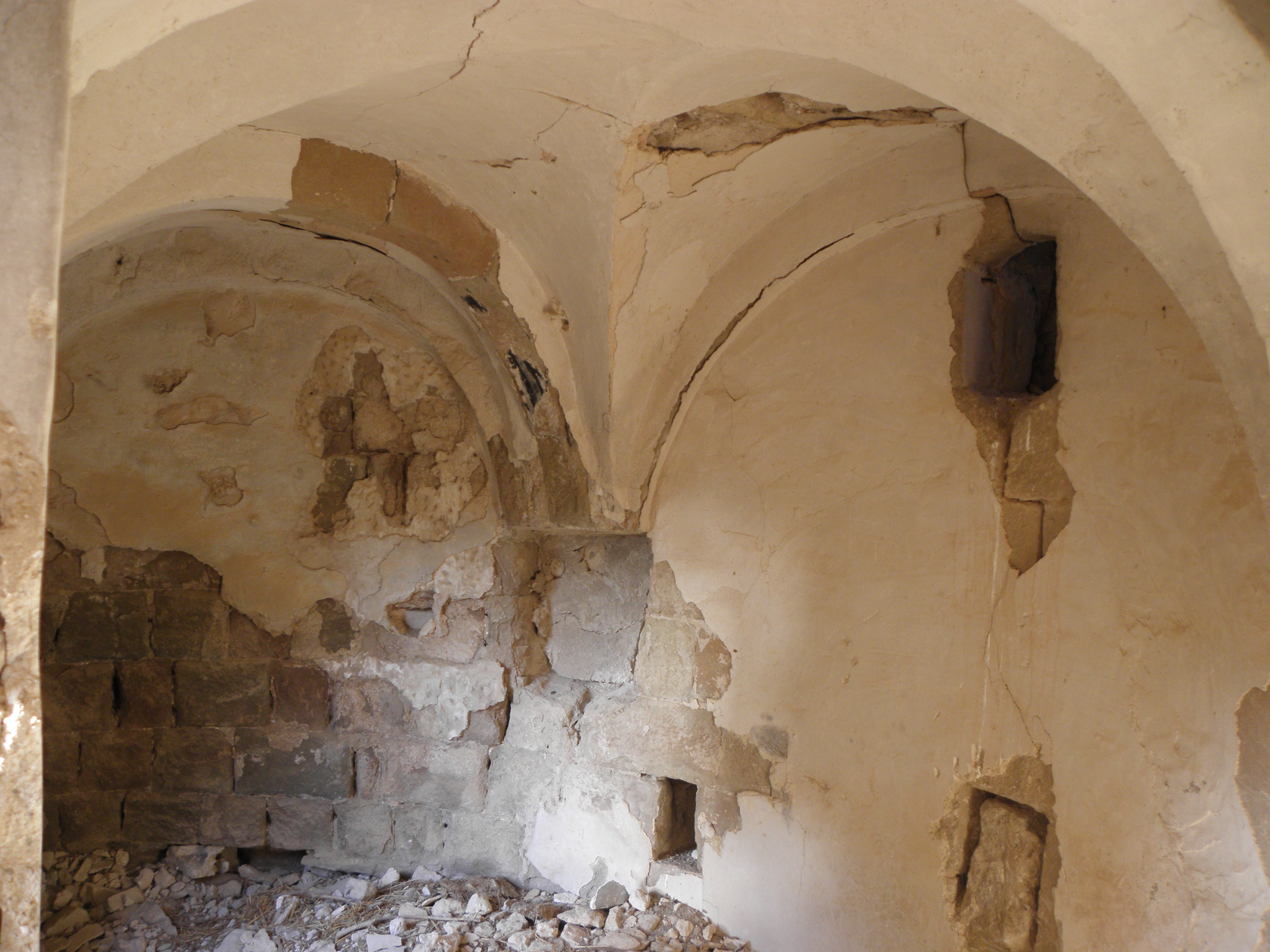
Bóvedas de la cripta

La cripta con tres naves que fue modificada con el añadido de unas paredes laterales que la hicieron más estrecha y que no seguían la curva del ábside. Construida con sillares dispuestos en hileras. Las tres bóvedas son de crucería, la central de cuatro aristas y las laterales de tres. Los arcos salían de unos capiteles circulares adosados que hoy se encuentran en el museo diocesano de Solsona. Las dos escaleras que accedían y también la puerta han desaparecido. Dos ventanas,se encuentran,  una en el ábside de un solo derrame y salida rectangular y una segunda en el muro sur de paredes paralelas.

## Historia
Mencionada en el 839 en el acta de consagración de la catedral de la Seo de Urgel, si bien de la iglesia de aquella época no queda nada.
Se menciona en varios documentos perteneciente a Santa María de Solsona del siglo XI. El 1099, Gombau y su esposa, la condesa Adelaida, cedieron esta parroquia en Santa María de Solsona, donación que se confirmó tres años más tarde por el conde de Urgel Ermengol V y posteriormente, en 1283, por Ermengol IX.
En el siglo XVIII se construyó un nuevo templo no muy lejos de donde se trasladó un altar barroco fragmentado en tres partes.